# Чавес, Хесус
Хесус Чавес (исп. Jesus Chavez; 12 ноября 1972, Делисьяс (Чиуауа), Мексика) — мексиканский боксёр-профессионал, выступавший в лёгкой весовой категорияи. Чемпион мира во 2-й полулёгкой (версия WBC, 2003—2004) и лёгкой (версия IBF, 2005—2007) весовых категориях.

## 1994—2001
Дебютировал в августе 1994 года.
В январе 1995 года Чавес проиграл раздельным решением Карлосу Херене.
В августе 1998 года нокаутировал Вилфредо Негрона.

## 2001-11-10Флойд Мейвезер —Хесус Чавес
- Место проведения:  Билл Грэхем Цивик Аудиториум, Сан-Франциско, Калифорния, США
- Результат: Победа Мейвезера техническим нокаутом в 9-м раунде в 12-раундовом бою
- Статус: Чемпионский бой за титул WBC в полулегком весе (8-я защита Мейвезера)
- Рефери: Джон Шорли
- Счет судей: Лу Филиппо (89-82), Марти Сэммон (88-83), Том Казмарек (87-84) — все в пользу Мейвезера на момент остановки
- Время: 3:00
- Вес: Мейвезер 58,70 кг; Чавес 58,70 кг
- Трансляция: HBO
- Счёт неофициального судьи: Харольд Ледерман (76-76) — оценки после 8-го раунда

В ноябре 2001 года Чавес встретился с американцем Флойдом Мейвезером. В 9-м раунде Чавес пропустил несколько чистых ударов. В перерыве между 9-м и 10-м раундом угол Чавес остановил бой.

## 2001—2007
В марте 2003 года, спустя 8 лет, Чавес взял реванш у Карлоса Херены, нокаутировав того в 5-м раунде в отборочном бою.
В августе 2003 года Чавес победил чемпиона во 2-м полулёгком весе по версии WBC Сиримонгкола Сингвангчу.
В феврале 2004 года Чавес проиграл Эрику Моралесу.
В мае 2005 года в элиминаторе раздельным решением судей победил Карлоса Эрнандеса. После этого боя Чавес поднялся в лёгкий вес
В сентябре 2005 года Чавес встретился с чемпионом мира в лёгком весе по версии IBF Левандером Джонсоном. Это была добровольная защита титула для Джонсона, и он сам выбрал себе в соперники мексиканца. Чавес весь бой избивал чемпиона. В 11-м раунде рефери остановил поединок. После боя в раздевалке Джонсону стало плохо, и его отвезли в больницу. Там он впал в кому, и через 5 дней умер.
В феврале 2007 года Чавес проиграл Хулио Диасу.